# Абеларду-Лус
Абеларду-Лус (порт. Abelardo Luz) — муниципалитет в Бразилии, входит в штат Санта-Катарина. Составная часть мезорегиона Запад штата Санта-Катарина. Входит в экономико-статистический микрорегион Шаншере. Население составляет 18 909 человек на 2006 год. Занимает площадь 955,368 км². Плотность населения — 19,8 чел./км². На территории муниципалитета расположена экологическая станция Мата-Прета.

## История
Город основан 27 июля 1958 года.

## Статистика
- Валовой внутренний продукт на 2003 составляет 164.642.565,00 реалов (данные: Бразильский институт географии и статистики).
- Валовой внутренний продукт на душу населения на 2003 составляет 9.261,55 реалов (данные: Бразильский институт географии и статистики).
- Индекс развития человеческого потенциала на 2000 составляет 0,785 (данные: Программа развития ООН).

## Известные уроженцы
- Пауло Роберто Фалькао (1953) ─ бразильский футболист, полузащитник[1].